# Sông Apies
Sông Apies là một con sông chảy qua thành phố Pretoria, Nam Phi. Nguồn của nó là nằm ở phía nam của thành phố (phía nam của Erasmus Park) và nó chảy về phía bắc cho đến khi nó chảy vào sông Pienaars.
Con sông này cũng được biết đến như Apiesrivier bằng các thứ tiếng (trong đó "Apies" có nghĩa là "khỉ nhỏ"), và là truyền thống cũng được gọi là sông Tshwane bởi các cộng đồng bản địa. Pretoria chính nó cũng đến được gọi là Tshwane bởi các cộng đồng châu Phi, sau khi dòng sông, và tên đó hiện đang là trung tâm của một nỗ lực gây tranh cãi chính trị điều khiển, thay đổi tên của thành phố cần dẫn nguồn] Tshwane. Trong thực tế, nó chỉ trở thành chính thức sông Tshwane tại Makapanstad khoảng 7 Km trước khi nhập vào sông Pienaars.